# 蓬唐克斯莱福日
蓬唐克斯莱福日（法語：Pontenx-les-Forges，法語發音：[pɔ̃tɛ̃ks le fɔʁʒ]）是法国朗德省的一个市镇，位于该省西北部，属于蒙德马桑区。

## 地名
该地名“Pontenx-les-Forges”发音为[pɔ̃tɛ̃ks le fɔʁʒ]，字母“x”发音，《世界地名翻译大辞典》与《世界地名译名词典》将其误译作“蓬唐莱福日”。

## 地理
蓬唐克斯莱福日（44°14'28"N, 1°7'17"W）面积80.62 平方千米，位于法国新阿基坦大区朗德省，该省份为法国西南部沿海省份，是法國本土面积第二大的省，北起吉倫特省，西临大西洋，南至大西洋比利牛斯省，东临热尔省，东北与洛特-加龍省接壤。
与蓬唐克斯莱福日接壤的市镇（或旧市镇、城区）包括：埃斯库尔斯、吕村、博恩地区帕朗蒂斯、博恩地区圣保罗、博恩地区圣厄拉利、加斯特。
蓬唐克斯莱福日的时区为UTC+01:00、UTC+02:00（夏令时）。

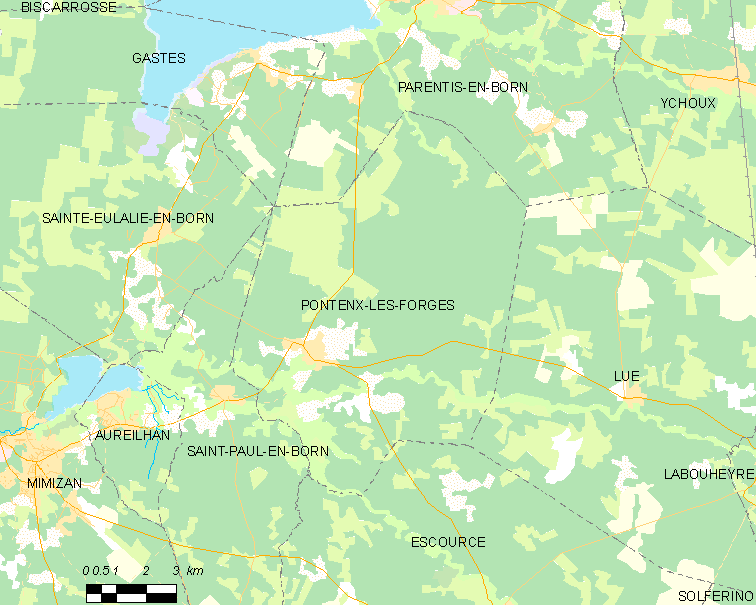
蓬唐克斯莱福日的OSM定位图

## 行政
蓬唐克斯莱福日的邮政编码为40200，INSEE市镇编码为40229。

## 政治
蓬唐克斯莱福日所属的省级选区为银色海岸县。

## 人口

1962-2008年间蓬唐克斯莱福日人口变化图示

蓬唐克斯莱福日于2022年1月1日时的人口数量为1737人。